# Breedlove (Sänger)
Breedlove (* in San Francisco Bay Area, Kalifornien, als Craig Jessup) ist ein US-amerikanischer Sänger, Songwriter, Performance-Künstler und Maskenbildner.
Er trat als Voract bei Lady Gagas ArtRave – The Artpop Ball Tour auf.

## Kindheit und Jugend
Bereits als Kind lernte Breedlove das Tourleben kennen, da seine Eltern, die Cabaret-Künstler sind, ihn mit auf Reisen nahmen und er so zwischen Kalifornien und den Auftrittsorten seiner Eltern pendelte. Als Jugendlicher zog er dann nach New York, um dort auf das College zu gehen. Dort traf er Lady Starlight, die für ihre enge Freundschaft mit Lady Gaga bekannt ist. Es war Starlight, die ihm seinen Namen gab und ihm half, seine musikalische Richtung festzulegen. Auch das New Yorker Nachtleben prägte seinen Musikstil maßgeblich.
Er schminkt seit 7 Jahren die grüne Hexe Elphaba im Broadway-Musical Wicked.

## 2010–2015
Im Jahr 2010 war Breedlove Voract der Band Semi Precious Weapons auf deren Nordamerika-Tour.
2011 erschien er in Lady GaGas HBO-Special und in ihrem Werbevideo für die im gleichen Jahr stattfindenden MTV VMAs. Er wurde Chef-Botschafter ihrer Born This Way Foundation während des nordamerikanischen Teils ihrer Born this way Ball Tour. Im selben Jahr begann er mit dem Elektro-Funk-Produzenten ChewFu aus Brooklyn zusammenzuarbeiten. Sie mischten ihre Musikstile und kreierten somit einen retrofuturistischen Popstil, ebenso kreierten sie ihr eigenes Plattenlabel "1212Records". Die Zahl 12 beruht darauf, dass beide Musiker am 12.12. geboren sind.
Aus ihrer gemeinsamen Zusammenarbeit entstand „The Magic Monday EP“ als Hommage an ihre gleichnamigen wöchentlichen Montagsauftritte in der New Yorker Bar „Jerome's“. „The Magic Monday EP“ stellte Breedlove 2014 in seiner Tätigkeit als Voract von Lady Gagas Artrave – The Artpop Ball vor. Bei der Yahoo-Liveübertragung am 24. November 2014 aus Paris unterstützte ihn dabei die Tänzerin Jocelyn S. McBride, die zusammen mit ihm und ChewFu beim Magic Monday im Jerome's „The Act“ darstellt.
2015 verkündete Breedlove die Veröffentlichung seines und ChewFus Album „Magic Monday“.
Eines seiner Markenzeichen ist eine schwarze Baseball-Cap, die mit "NYC" bedruckt ist.

## Magic Monday
Am 2. Juni 2015 erschien das Album "Magic Monday". Die Setlist beinhaltet:
- Sex O' clock
- Catch a fire
- Heart Atrack
- I Never Had
- F.T.W.
- Me and the Boys
- New York City Rooftop (feat. Bootsy Collins, Dres & Jarobi)
- OK by Me
- Love on the Telephone
- Zombie
- Only the good
- Happy

Zur ersten Single-Auskopplung "Sex O' clock" erschien am 10. August 2015 ein Musikvideo, DJ Chaotic (James Barker) ist der Regisseur. Im Video tauchen unter anderem Breedlove, ChewFu, Jocelyn McBride und KY auf. Das Video spielt in New York City und zeigt verschiedene Szenen, die sich beispielsweise um Breedlove, ein Telefon oder ein Bett, wessen Decke mit Breedlove's Gesicht bedruckt ist, drehen. Breedlove's Markenzeichen, die schwarze Baseball-Cap mit dem NYC-Aufdruck taucht darin immer wieder auf.

## 2016
Am 24. Juni veröffentlichte ChewFu auf Youtube das Video zur Single "Brother", welche seit dem 28. Juni auf iTunes erhältlich ist. Der Song wurde geschrieben von Breedlove, ChewFu und Maria Christensen, Julian Souisa begleitet dazu auf der Gitarre. Das gut vierminütige Video ist in New York City gedreht, Regie führte ChewFu und es zeigt Breedlove über den Dächern NYC's, zum Ende hin öffnet er den Reißverschluss seiner Jacke und zeigt ein weißes Shirt mit regenbogenfarbener Aufschrift "Orlando" in Bezug auf das Massaker im Nachtclub "Pulse" in Orlando am 12. Juni.
Am 18. August gab Breedlove auf Twitter bekannt, dass der Nachtclub "Jerome's" schließt und somit fand der letzte Auftritt der Magic-Monday-Serie am 22. August statt. Es ist derzeit nicht bekannt, ob eine Fortsetzung in anderen Nachtclubs geplant ist.
Breedlove's und ChewFus zweites Studioalbum trägt den Namen "Tragic Tuesday". Als Promotion fand dazu in Arelene's Grocery in New York City jeden Dienstagabend im November 2016 die Tragic-Tuesday-Shows mit jeweils einem anderen Special Guest statt.

## Diskografie
- The Magic Monday EP
- Magic Monday (2015)